# Mercury (equipa ciclista)
A equipa Mercury, conhecido anteriormente como Nutra Fig ou Comptel foi um equipa ciclista profissional estadounidense, que competiu de 1995 a 2002.

## Principais resultados
- Joe Martin Stage Race: Thurlow Rogers (1996)
- Tour de Beauce: Jonathan Vaughters (1997), Henk Vogels (2001)
- USPRO Criteritum Challenge: Julian Dean (1998), Gordon Fraser (2000), Derek Bouchard-Hall (2000), Henk Vogels (2002)
- Tour de Poitou-Charentes: Floyd Landis (2000)
- Tour de Langkawi: Christopher Horner (2000)
- Redlands Bicycle Classic: Christopher Horner (2000)
- Grande Prêmio da Villa de Rennes: Gordon Fraser (2000)
- First Union USPRO Championships: Henk Vogels (2000)
- Clássica de Alcobendas: Henk Vogels (2000)
- Grande Prêmio de Isbergues: Peter van Petegem (2001)
- Volta aos Países Baixos: Léon van Bon (2001)
- Kuurne-Bruxelas-Kuurne: Peter van Petegem (2001)
- Volta ao Lago Qinghai: Tom Danielson (2002)

### Nas grandes voltas
- Giro d'Italia
  - 0 participações

- Tour de France
  - 0 participações

- Volta em Espanha
  - 0 participações

## Classificações UCI
Até 1998 as equipas ciclistas encontravam-se classificados dentro da UCI numa única categoria. Em 1999 a classificação UCI por equipas dividiu-se entre GSI, GSII e GSIII. De acordo com esta classificação os Grupos Desportivos E são a primeira categoria das equipas ciclistas profissionais. A seguinte classificação estabelece a posição da equipa ao finalizar a temporada.
| Temporada | Classificação por equipas | Melhor ciclista na classificação individual |
| --------- | ------------------------- | ------------------------------------------- |
| 1996      | 52º                       | Christopher Horner (180º)                   |
| 1997      | 47.º                      | Jonathan Vaughters (155º)                   |
| 1998      | 53º                       | Julian Dean (362º)                          |
| 1999      | 21º (GSII)                | Gordon Fraser (277º)                        |
| 2000      | 8º (GSII)                 | Henk Vogels (125º)                          |
| 2001      | 19.º                      | Pàvel Tonkov (79º)                          |
| 2002      | 4º (GSIII)                | Henk Vogels (310º)                          |

## Principais ciclistas
| - Léon van Bon (2001) - Baden Cooke (2000-2001) - Tom Danielson (2002) - Julian Dean (1998) - Fabrizio Guidi (2001) - Christopher Horner (2000-2001) | - Jans Koerts (2001) - Floyd Landis (1999-2001) - Peter Van Petegem (2001) - Pavel Tonkov (2001) - Henk Vogels (2000-2002) - Steve Zampieri (2000) |